# Alysina purdii
Alysina purdii är en fjärilsart som beskrevs av Richard William Fereday 1883. Alysina purdii ingår i släktet Alysina och familjen nattflyn. Inga underarter finns listade i Catalogue of Life.